# Aeroportul Ratanakiri
Aeroportul Ratanakiri (IATA: RBE, ICAO: VDRK) este un aeroport din Banlung⁠(d), Banlung Municipality⁠(d), Ratanakiri Province⁠(d), Cambodgia ce deservește zona Ratanakiri Province⁠(d).
Situat la o altitudine de 12 m, aeroportul dispune de o singură pistă.